# 斯瓦托納峰
71°35′S 12°37′E / 71.583°S 12.617°E
斯瓦托納峰（英語：Svarthorna Peaks）是南極洲的山峰，位於東部南極洲的毛德皇后地，屬於沃爾塔特山脈中彼得曼山脈的一部分，該山峰由德國探險隊發現。